# Клеменс Франц Баварский
Клеменс Франц де Паула, принц Баварский (нем. Clemens Franz de Paula von Bayern, 19 апреля 1722 — 6 августа 1770) — баварский принц из династии Виттельсбахов, внук курфюрста Баварии Максимилиана II, сын фельдмаршала Фердинанда Марии, принца баварского, и Марии Анны Нойбургской, кавалер Ордена Золотого руна.

## Биография
Клеменс Франц де Паула родился 19 апреля 1722 года в семье баварского принца Фердинанда Марии Инноченца и его жены Марии Анны Нойбургской. Его старшему брату Максимилиану Йозефу к моменту его рождения уже исполнилось два года, младшая же сестра Тереза Эмануэла появилась на свет пятнадцать месяцев спустя. Все дети Фердинанда Марии родились в Мюнхене.
Максимилиан Йозеф умер в 18-летнем возрасте 28 апреля 1738 года. Единственным законным наследником отца стал Клеменс Франц. Фердинанд Мария ушел из жизни 9 декабря того же года. Главой семьи стал принц Клеменс.
17 января 1742 года в Мангейме состоялась двойная свадьба: двадцатилетний Клеменс Франц женился на своей ровеснице Марии Анне Зульцбахской, а Карл Теодор Зульцбахский женился на её родной сестре Елизавете Августе.
Мария Анна оказалась живой, весёлой и умной женщиной. Клеменс не слишком подходил ей по темпераменту, хотя он и был благочестивым и приветливым человеком, разбирался в науке и искусстве, особенно музыке. Вместе с тем он имел и некоторые строптивые черты характера.
У супругов родилось несколько детей. Все они умерли в раннем возрасте:
- Мария (25 или 30 сентября 1748 года);
- Сын (28 января 1753 года);
- Мария Анна (31 мая 1754 года);
- Сын (23 июня 1755 года).

Иногда указывают также ещё одну или двух дочерей, одна из которых, возможно, родилась 25 июня 1756 года.
Если бы хотя бы один их потомок мужского пола выжил, то он унаследовал бы в конце декабря 1777 года баварский трон после смерти Максимилииана III Йозефа. Сын Клеменса Франца мог стать в таком случае 6-м курфюрстом Баварии.
Сам Клеменс Баварский умер 6 августа 1770 года в возрасте 48 лет в Мюнхене. Похоронен он был там же.